# Theodora Mau
Theodora Mau (28. september 1847 i Haarlev ved Fuglebjerg - 21. september 1922) var en dansk forfatter og lærer. 
Theodora Mau var datter af Edvard Mau. Der foreligger ikke noget oplyst om formel uddannelse, men det tyder på, at hun har fået en seminarieuddannelse, og at hun muligvis underviste på Borgerdydskolen på Christianshavn omkring 1886. 27. juli 1888 blev hendes litteraturhistorie til skolebrug, Kort Udsigt over Den danske Literatur til Brug for Pige- og Borgerskoler, anmeldt positivt i Politiken, muligvis af Edvard Brandes.
Hun debuterede i 1871 med Deodata, en roman, der blev udgivet anonymt.

## Værker
- Deodata (1871)
- Solstraalen, C.A. Reitzels Forlag (1872)
- En Formynder (1874)
- Kort Udsigt over Den danske Literatur til Brug for Pige- og Borgerskoler (1886)
- Den jydske Cousine (1903, roman)
- Det, der skiller (1906, roman)
- I Andalusiens Bjærge (1909)